# تغيير الهوية
تغيير الهوية (بالإنجليزية:  Identity change)‏ هي التغييرات المقصودة على وثيقة هوية الرسمية أو الهوية رقمية. هذا الموضوع له أهمية خاصة في المعاملات المالية وأمن الحاسوب، هناك عدة أطراف مختلفة قد تبدأ التغيير:
- طرف أول: يجوز لحامل الهوية الأصلي أن يشرع في تغيير هويته
- يجوز للطرف الثاني الذي يرغب في استخدام الهوية، الشروع في التغيير
- يجوز لطرف ثالث الشروع في تغيير الهوية
- في بعض الحالات تتعاون أطراف متعددة لتغيير الهوية.

يمكن أن يقوم الأفراد بتغيير الهويات بعدة طرق:
- تفويض هوية: وهي إعطاء الشخص حق القيام بعمليات قانونية باسم صاحب الهوية.
- تبديل الهوية
- حذف الهوية
- استعادة الهوية
- الاستيلاء على هوية: مثل سرقة الهوية أو تزييف هوية.